# Ivanka Raspopović
Ivanka Raspopović (en serbe cyrillique : Иванка Распоповић) était une architecte serbe.

## Biographie

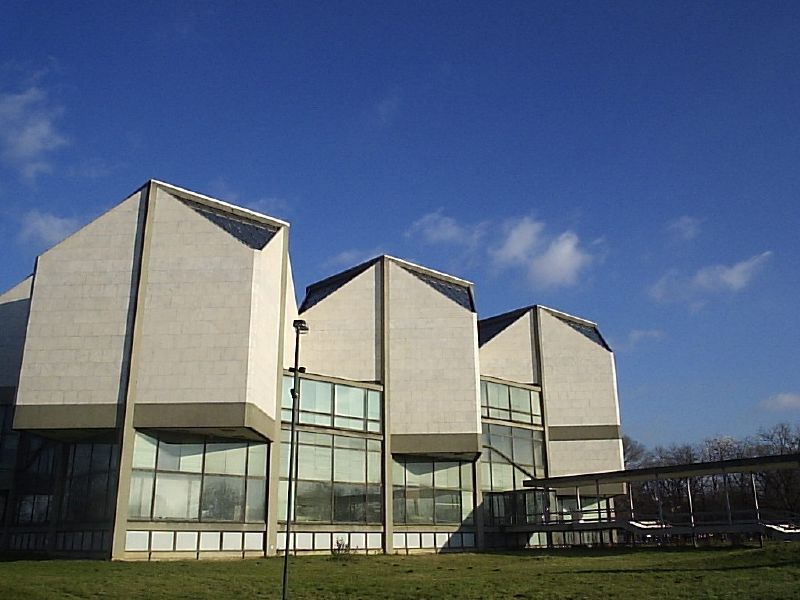
Le Musée d'art contemporain de Belgrade.

## Œuvres

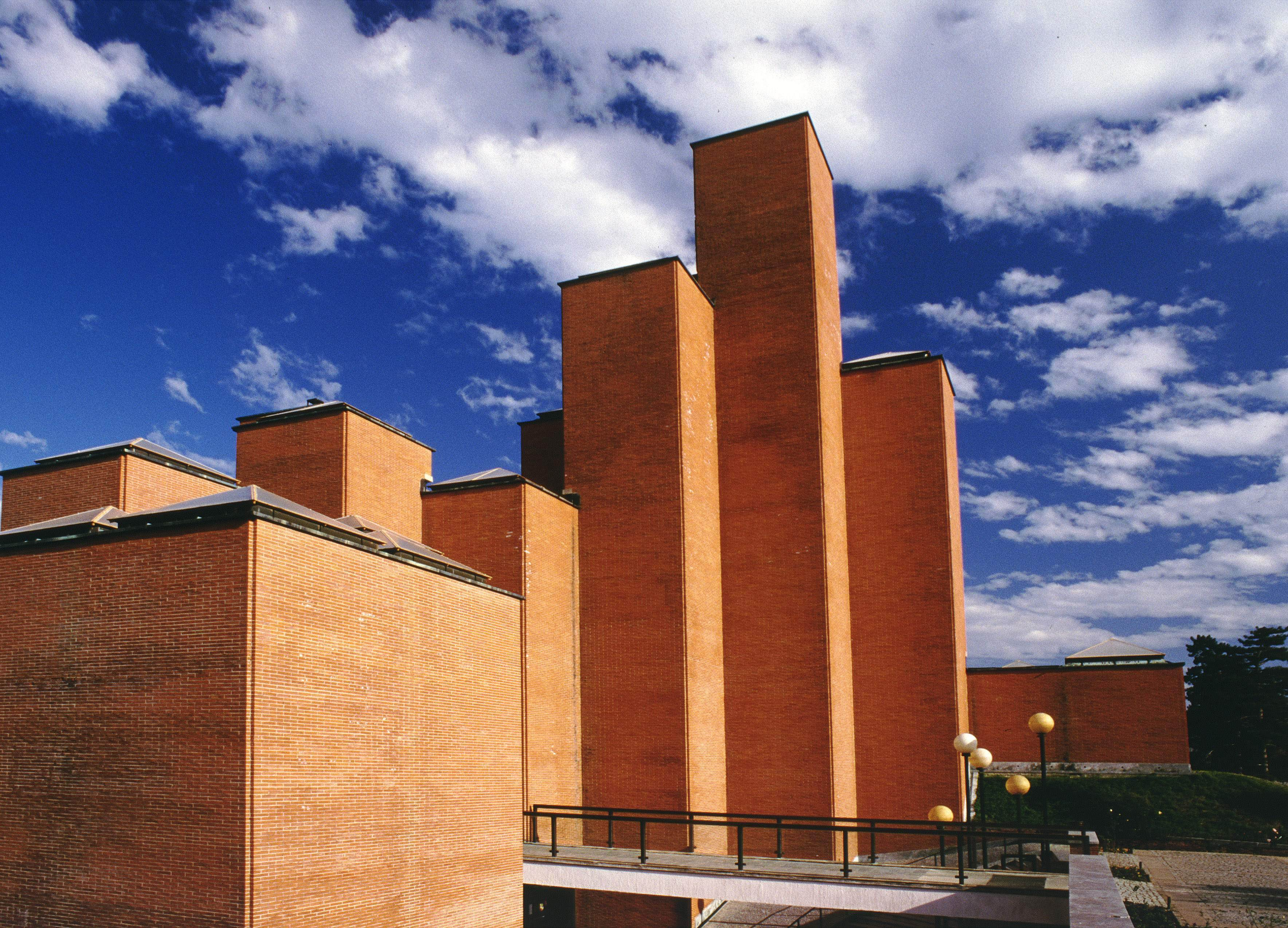
Le Musée mémorial du 21 octobre à Kragujevac.

Le bâtiment du Musée d'art contemporain de Belgrade, situé rue Ušće, a été construit entre 1962 et 1965 d'après des plans réalisés par Ivanka Raspopović, en collaboration avec Ivan Antić ; les architectes ont été récompensés pour leur création.
Toujours en collaboration avec Ivan Antić, elle est également l'auteur du Musée mémorial du 21 octobre (Memorijalni muzej 21. oktobar) à Kragujevac ; la construction de l'édifice a commencé en 1967 et le musée a été inauguré en 1976. Le musée a été conçu comme une architecture symbolique. Les briques rouges rappellent le sang versé lors du massacre de Kragujevac, tandis que les 33 tourelles qui forment l'édifice, de hauteur variable, évoquent les 30 tombes de victimes abritées dans le parc commémoratif alentour, ainsi que trois autres tombes situées dans des villages voisins. Le manque de fenêtre se veut évocateur de la situation désespérée dans laquelle se sont retrouvés les prisonniers. Les fondations, en forme de croix, évoquent le symbole chrétien de la souffrance.